# Hidayat Inayat Khan
Hidayat Inayat Khan est un compositeur et chef d'orchestre franco-britannique de musique classique, ainsi qu'un représentant du soufisme inayati fondé par son père Hazrat Inayat Khan

## Biographie
Son père était Hazrat Inayat Khan, fondateur du « soufisme universel », un mouvement spirituel basé sur l’unité de tous les peuples et de toutes les religions, et sa mère était Ameena Begum (en). Il est le frère de Noor Inayat Khan, agent secret britannique du Special Operations Executive (SOE), section F, premier agent féminin à être envoyé en France comme opérateur radio, et qui rejoignit le réseau PHONO d’Henri Garry en juin 1943 pour mourir à Dachau en septembre 1944. Il eut aussi comme frère Vilayat Inayat Khan, professeur de méditation et des traditions de l'ordre Chishtiyya[réf. nécessaire].
Il commença à recevoir son enseignement musical à l'École normale de musique de Paris dans la classe de violon de Bernard Sinsheimer, la classe de composition de Nadia Boulanger et la classe d'orchestration de Diran Alexanian. Plus tard, il suivit aussi des cours du Léner Quartet (en) à Budapest[réf. nécessaire].
Pendant la Seconde Guerre mondiale, il se réfugia à Nice, Montélimar (où naquit son fils Fazal Inayat-Khan (en)) puis Dieulefit où il enseigna au « lycée musical » et signa le livre d'or de l'école de Beauvallon qui abrita et cacha de nombreux juifs, communistes et résistants.
Il resta à Dieulefit jusqu'en 1946 puis il partit aux Pays-Bas où il fonda son orchestre et commença à faire jouer ses œuvres[réf. nécessaire].
Ses compositions furent jouées dans de nombreux pays, comme par exemple en octobre 1957, où Georges Prêtre dirigea sa symphonie Zikar à la salle Pleyel
Il contribua aussi à diffuser le soufisme inayati  crée par son père[réf. nécessaire].